# Johann Adam Wening
Johann Adam Wening (* 24. Dezember 1748 oder 25. August 1735 in Dachau; † 23. März 1800) war ein deutscher Pfarrer und Schriftsteller.
Wening schloss 1767 das Jesuitengymnasium München (heute Wilhelmsgymnasium München) ab. 1770 nahm er an der Universität Ingolstadt ein Studium der Theologie und des Kirchenrechts auf und wurde 1774 in Freising zum Priester geweiht. 1775 übernahm er in München den Posten eines Schulinspektors und ging im Jahr darauf nach Straubing.
1782 wurde Wening zum Distriktsschulinspektor ernannt. Nach sechs Jahren ging er als Kapitularkanonikus nach Altötting. Schließlich übernahm er 1793 das Pfarramt in Eggenfelden.
Neben seiner Tätigkeit als Pfarrer verfasste er einige Volksbücher. So entstanden 1784 Historische und moralische Erzählungen für den Gemeinen Mann. 1791/92 erschien der dreibändige Band Leben, Reisen und Schicksale Georg Schweigharts eines Schlossers, ein Büchlein für Meister, Gesellen und Lehrjungen.